# داوود محمدجانی
داوود محمدجانی (زادهٔ ۱۳۴۶ در سرچهان) نمایندهٔ حوزهٔ انتخابیهٔ آباده، سرچهان بوانات و خرم‌بید در دورهٔ هشتم مجلس شورای اسلامی بوده‌است.